# Draculas Haus
Draculas Haus (Originaltitel House of Dracula) ist ein US-amerikanischer Horrorfilm der Universal Studios aus dem Jahr 1945 und kombiniert nach Frankensteins Haus erneut die Monster aus Universals erfolgreichsten Gruselklassikern. Lon Chaney jun., John Carradine und Glenn Strange schlüpften wieder in ihre Rollen als Wolfsmensch, Graf Dracula und Frankensteins Monster.
Eine der Werbezeilen lautete: „HORROR UPON HORROR in the HOUSE OF DRACULA“.

## Handlung

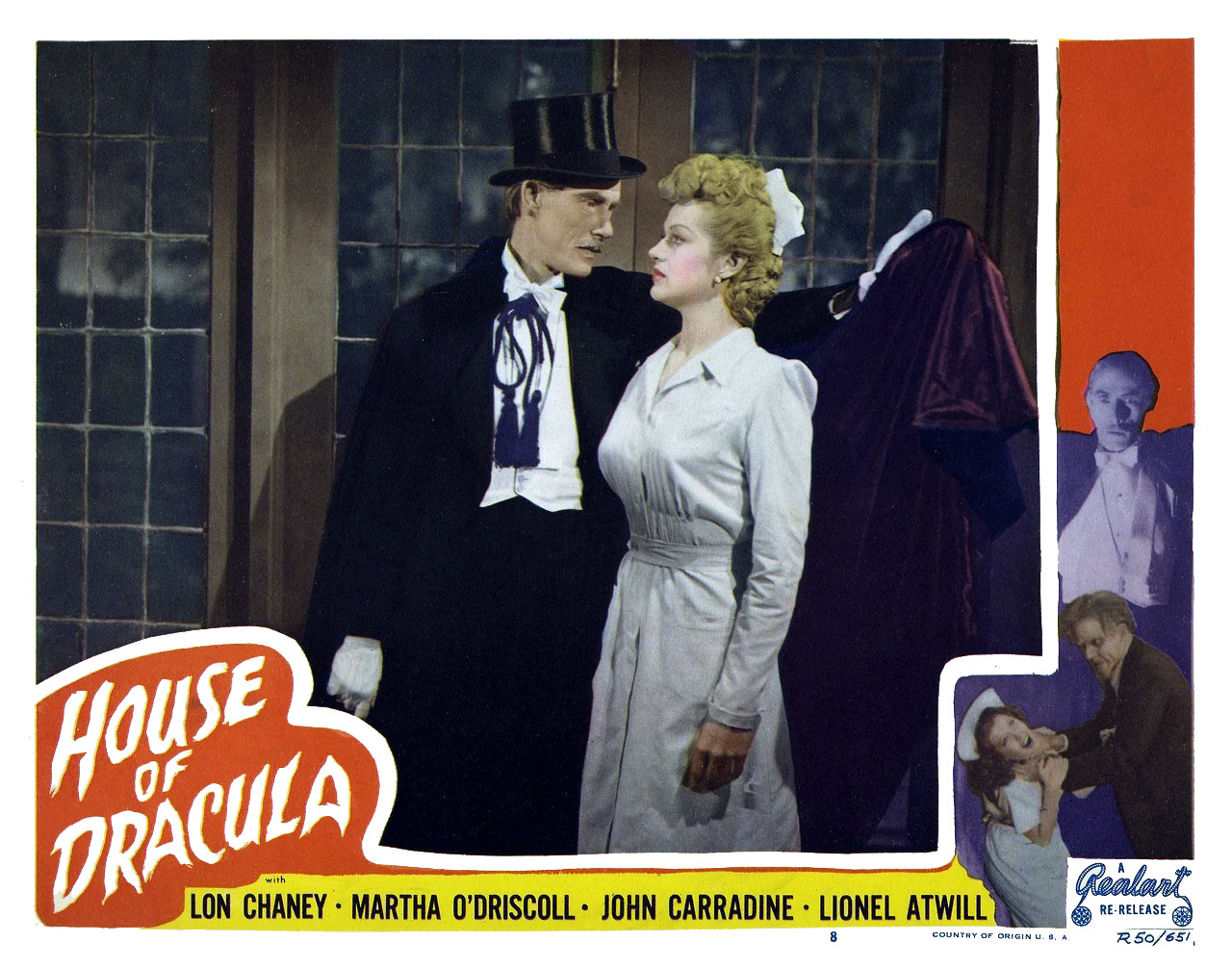
Lobby Card des Films

Der angesehene Dr. Edelmann betreibt in Vasaria eine Spezialklinik für angeblich unheilbar Kranke. Bisher jedoch konnte er noch jedem Patienten helfen. Eines Nachts bekommt er Besuch von einem hoch gewachsenen Herrn in eleganter Abendgarderobe, der sich als Baron Latos vorstellt und an einer scheinbar unheilbaren Krankheit leidet: Vampirismus. Der Baron ist niemand geringerer als Graf Dracula selbst, der einen Ausweg von seiner Gier nach menschlichem Blut sucht.
Zur selben Zeit meldet sich Lawrence Talbot, der noch immer unter dem Fluch des Werwolfs leidet, in Edelmanns Klinik an, da er seine letzte Hoffnung auf Heilung in den genialen Wissenschaftler setzt. Dr. Edelmann nimmt sich beider Patienten an.
In Draculas Fall entdeckt er eine Art Virus, das die roten Blutkörperchen im Blut angreift. Er denkt, dass wenn man das Blut des Vampirs abzapft und ihm stattdessen unbelastetes Blut verabreicht, man ihn tatsächlich heilen könnte. Dracula hat jedoch seine Pläne inzwischen geändert, er hat es auf Miliza, die attraktive Schwester, die für Edelmann arbeitet, abgesehen. Er will sie zu seiner Braut für die Ewigkeit machen. Während einer Transfusionssitzung verabreicht der Graf Dr. Edelmann eine Dosis von seinem verseuchten Blut. Bevor der Fürst der Vampire aber Milizia zu seinesgleichen machen kann, setzt Edelmann ihn dem Sonnenlicht aus und der Graf löst sich auf. Nur sein Skelett und sein Siegelring bleiben zurück.
Talbots Fall gestaltet sich ebenfalls schwierig. Um ihn von seinem Fluch zu befreien, braucht Dr. Edelmann die Sporen einer äußerst seltenen Pflanze, die nur unter komplizierten Umweltbedingungen gedeihen kann. Verzweifelt über seine nahezu hoffnungslose Lage, stürzt Talbot sich von der Klippe, auf der sich Edelmanns Klinik befindet.
Unter den Klippen verläuft ein ausgedehntes Höhlensystem, wie der Doktor feststellt, während er nach Larry Talbot sucht, der den Sturz überlebt hat. Es stellt sich heraus, dass in der Höhle die idealen Bedingungen für Talbots Heilpflanze herrschen. Außerdem stoßen sie auf Frankensteins Ungeheuer, das offenbar durch einen unterirdischen Strom bis in die Höhle gespült wurde. Vor Jahren war es zusammen mit dem wahnsinnigen Dr. Niemann, dessen Skelett es noch immer an sich geklammert hält, in den Sümpfen von Vasaria versunken.
Dr. Edelmann beginnt mit Talbots Behandlung, doch es kommt zu Komplikationen. Draculas Gift, das noch immer in den Adern des Doktors fließt, fängt an zu wirken und verwandelt den gutmütigen Wissenschaftler zeitweise in einen größenwahnsinnigen, bösartigen Sadisten, ähnlich der Geschichte des vor einigen Jahren verstorbenen Dr. Jekylls. Es gelingt ihm, Talbot von seinem Werwolffluch zu befreien, doch unter dem Einfluss seiner bösen Persönlichkeit begeht Edelmann mehrere Morde im nahe gelegenen Vasaria und arbeitet an der Wiederbelebung von Frankensteins Monster.
In der Nacht, in der es Edelmann gelingt, die Kreatur wieder zum Leben zu erwecken, kommt ihm Nina, die bucklige Krankenschwester, auf die Schliche und er erwürgt sie. Zur gleichen Zeit rotten sich die Bewohner von Vasaria zu einem wilden Mob, bewaffnet mit Fackeln und Heugabeln, zusammen, um den verrückt gewordenen Wissenschaftler zur Rechenschaft zu ziehen.
Sie stecken seine Klinik in Brand, nur Larry Talbot und Schwester Miliza gelingt im letzten Augenblick die Flucht. Dr. Edelmann wurde von Talbot erschossen, und das Monster findet sein Ende im Flammenmeer.

## Fortsetzungen
1948 folgte mit der Komödie Abbott & Costello treffen Frankenstein, in der Stars wie Lon Chaney jun., Bela Lugosi und Glenn Strange ihre Paraderollen als Wolfsmensch, Dracula und Frankensteins Monster parodierten, die letzte Fortsetzung der Frankenstein-Reihe von Universal.
- 1948: Abbott & Costello treffen Frankenstein, Regie: Charles Barton, Hauptrolle: Abbott & Costello, Lon Chaney jun., Bela Lugosi & Glenn Strange als Kreatur

## DVD-Veröffentlichung
Draculas Haus ist als Teil der The Monster Legacy DVD Collection erstmals in deutscher Sprache erhältlich.
- The Monster Legacy DVD Collection, 14. Oktober 2004, Universal Pictures

## Sonstiges
- Die Story von Draculas Haus basiert auf einem älteren, niemals realisierten Drehbuch, The Wolf Man vs. Dracula. Die Geschichte hätte eine Fortsetzung zu Frankenstein trifft den Wolfsmenschen (1943) mit Lon Chaney jun. und Bela Lugosi in den Hauptrollen bilden sollen. Der Wolfsmensch hätte gegen Dracula, in der Gestalt einer riesigen Monsterfledermaus, kämpfen sollen; außerdem wäre Lionel Atwill durch einen Stromschlag umgekommen und viele Dorfbewohner hätten von den Monstern getötet werden sollen. Das Skript wurde jedoch seinerzeit von den Verantwortlichen von Universal als zu brutal abgelehnt.
- Im Finale von Draculas Haus wurde für die Szene, in der Frankensteins Monster unter den brennenden Trümmern begraben wird, aus Kostengründen Filmmaterial aus dem Finale von Frankenstein kehrt wieder (1942), wo Lon Chaney jun. die Kreatur verkörperte, erneut verwendet.
- Draculas Haus ist der einzige Universalfilm, in dem der Wolfsmensch Larry Talbot einen Schnurrbart trägt.
- In Draculas Haus schlichen sich mehrere auffällige Filmfehler und Ungereimtheiten ein:
  - Nachdem sich Dracula in eine Fledermaus verwandelt hat, sind die Fäden sichtbar, an denen die Attrappe aufgehängt ist.
  - Frankensteins Monster ist, als Dr. Edelmann es nach Jahren in der Höhle findet, vollständig – auch die Kleidung – erhalten, während von seinem Erschaffer nur noch das Skelett übrig ist.
  - Als Edelmann sich nach der Bluttransfusion mit Dracula in eine Art Vampir verwandelt, verschwindet sein Spiegelbild. Später ist sein Spiegelbild aber in einer Fensterscheibe wieder sichtbar.
  - Nach der erfolgreichen Hirnoperation am Wolfsmenschen Talbot sind bei diesem nach der Abnahme des Verbandes keinerlei Narben oder sonstige Spuren des Eingriffs sichtbar.
  - Nach der Verwandlung Edelmanns interessiert dieser sich aus unerfindlichen Gründen nicht fürs Bluttrinken, sondern mutiert zu einem Jekyll-und-Hyde-Charakter.